# レッドウィング作戦

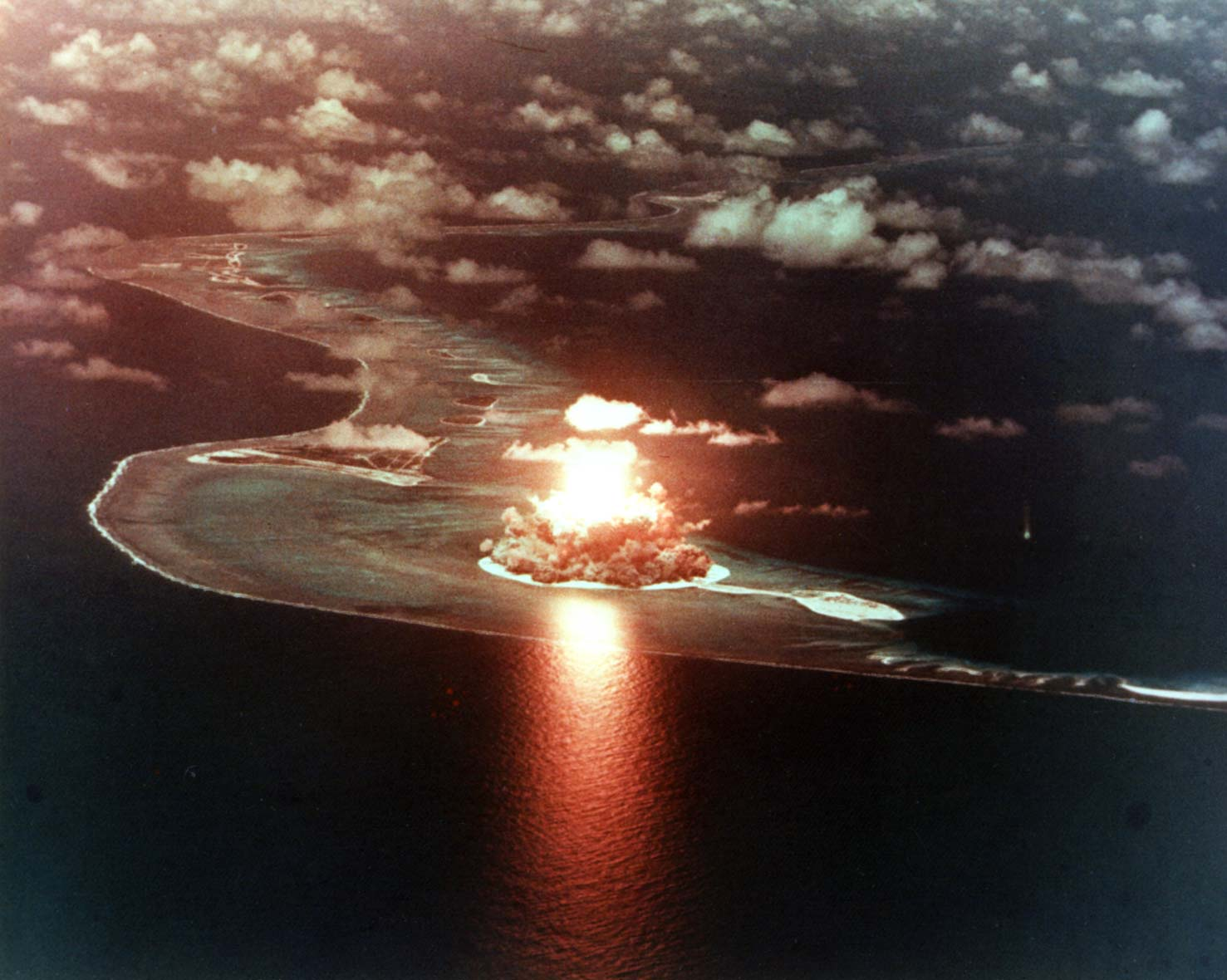
レッドウィング作戦セミノール実験

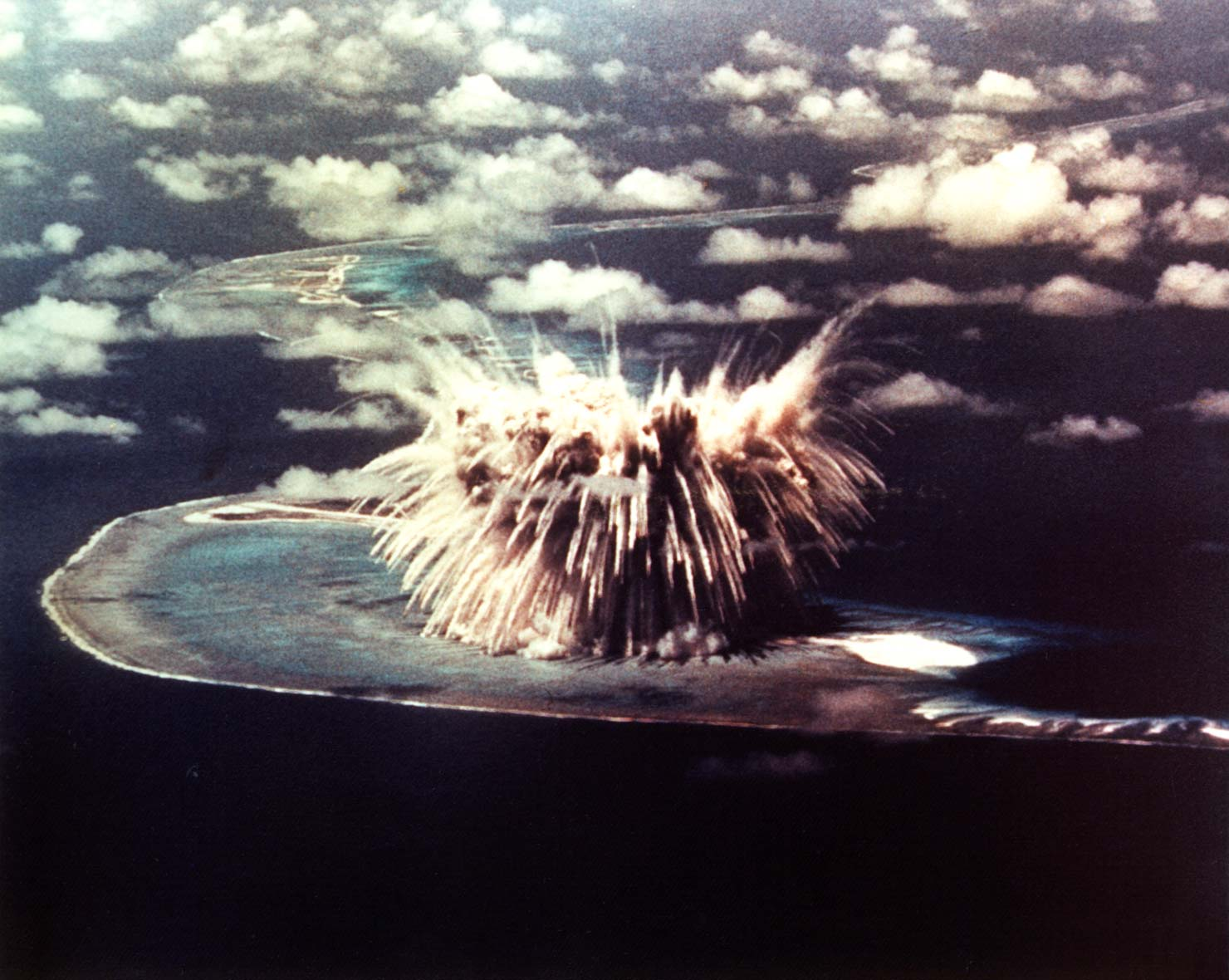
セミノール実験で飛散する放射性降下物

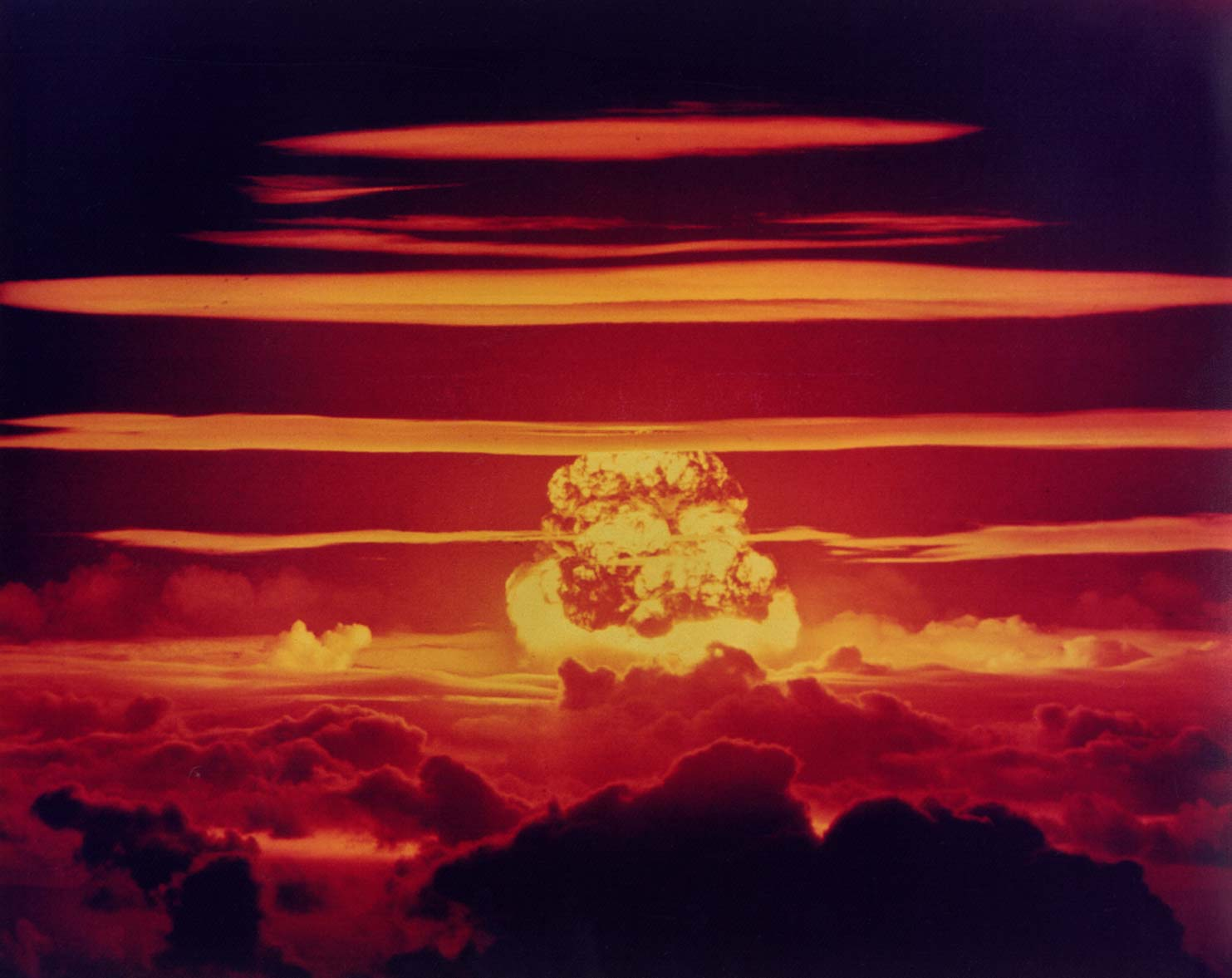
レッドウィング作戦ダコタ実験

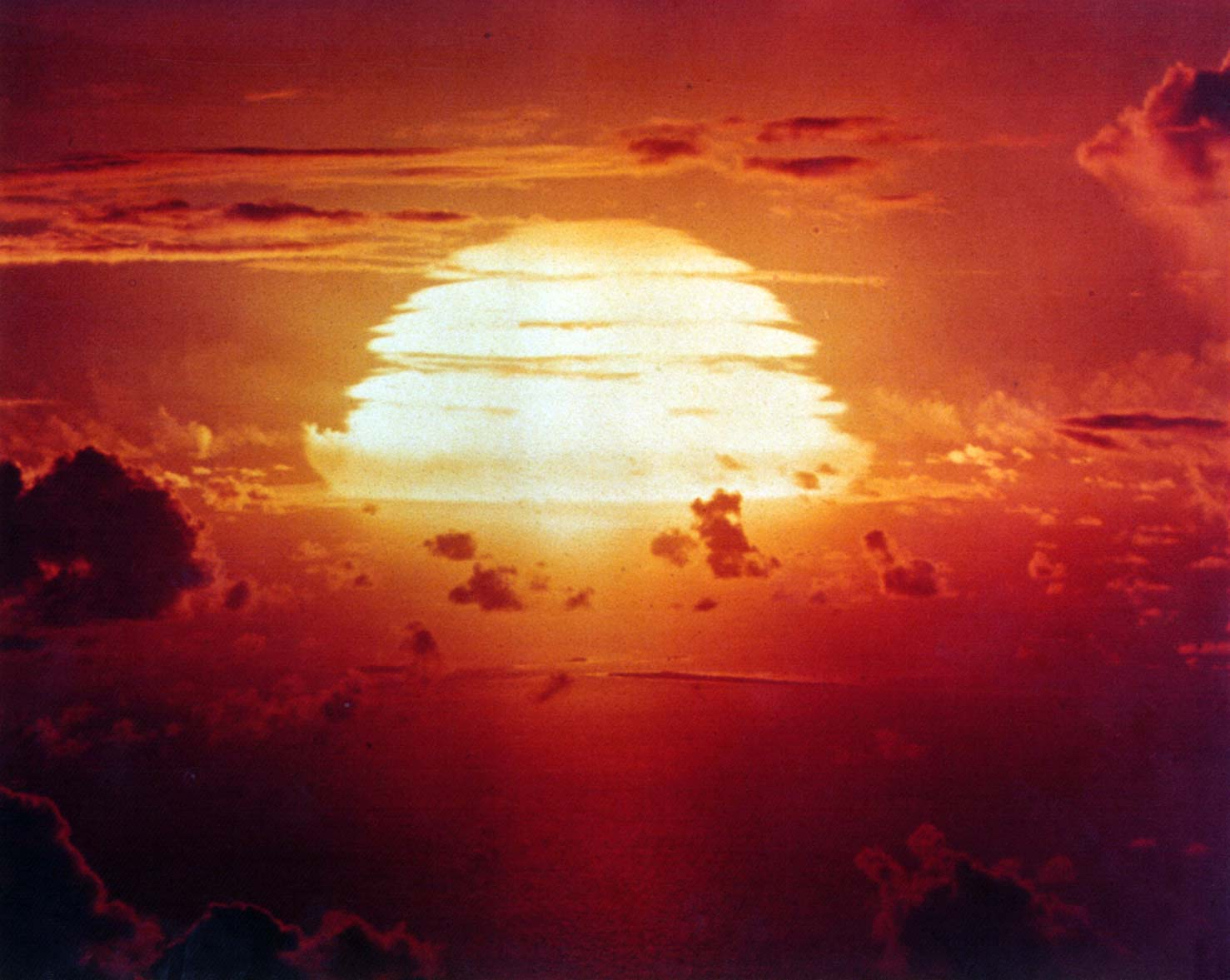
レッドウィング作戦アパッチ実験

レッドウィング作戦(Operation Redwing)はアメリカ合衆国が実施した第17次の核実験シリーズで、1956年の5月から7月にかけて行われた。実験は全てビキニ環礁、及びエニウェトク環礁で行われた。本作戦はウィグワム作戦に続くものであり、本作戦の後にはプラムボブ作戦が行われた。作戦の主な目的は、新しい第2世代の熱核兵器のテストを行うことであった。また実験には、熱核兵器のプライマリー用としての核分裂爆弾のテスト、及び防空用の小型戦術兵器のテストも含んでいた。レッドウィング作戦は、米国最初の航空機投下型の水爆テスト”チェロキー”を行ったことで特筆できる。なぜなら1954年のキャッスル作戦で行った多数の実験では、核出力が予想を大きく上回ることになったため、レッドウィング作戦は”エネルギー予算”の手法に基づき実施された(この手法は放出されるエネルギーの限度を制限するもので、核分裂による核出力もまた厳密にコントロールされた)。核融合容器の周囲を覆う天然ウラン製のタンパーは、核融合反応で放出される高エネルギー中性子により（また、一部はプルトニウムに変化してから）核分裂反応を起こし、熱核兵器の核出力を強力に増大させると共に、莫大な量の放射性降下物を発生させた(核分裂に比べると、核融合は比較的クリーンな反応である)。
レッドウィング作戦で実施された各実験の詳細を以下に示す。
| 実験名                     | 実施日 (GMT)       | 実施場所         | 核出力       | 備考                                                                |
| -------------------------- | ------------------ | ---------------- | ------------ | ------------------------------------------------------------------- |
| ラクロス (Lacrosse)        | 1956年5月4日18:25  | エニウェトク環礁 | 40キロトン   | 北緯11度33分14秒 東経162度20分53秒 / 北緯11.55389度 東経162.34806度 |
| チェロキー (Cherokee)      | 1956年5月20日17:51 | ビキニ環礁       | 3.8メガトン  | 米国初の投下型熱核爆弾 (Mark 15)                                    |
| ズニ (Zuni)                | 1956年5月27日17:56 | ビキニ環礁       | 3.5メガトン  | 最初の3段階式熱核兵器                                               |
| ユマ (Yuma)                | 1956年5月27日19:56 | エニウェトク環礁 | 0.19キロトン | 不完全核爆発 (しかし爆弾の重量は43.6kgしかなかった)                 |
| エリー (Erie)              | 1956年5月30日18:15 | エニウェトク環礁 | 14.9キロトン |                                                                     |
| セミノール (Seminole)      | 1956年6月6日00:55  | エニウェトク環礁 | 13.7キロトン | 水を入れたタンク内での爆発                                          |
| フラットヘッド (Flathead)  | 1956年6月11日18:26 | ビキニ環礁       | 365キロトン  | 意図して放射性降下物を多量に発生させた、いわゆる汚い爆弾            |
| ブラックフット (Blackfoot) | 1956年6月11日18:26 | エニウェトク環礁 | 8キロトン    |                                                                     |
| キカプー (Kickapoo)        | 1956年6月13日23:26 | エニウェトク環礁 | 1.49キロトン |                                                                     |
| オセージ (Osage)           | 1956年6月16日01:14 | エニウェトク環礁 | 1.7キロトン  |                                                                     |
| インカ (Inca)              | 1956年6月21日21:26 | エニウェトク環礁 | 15.2キロトン | 熱核爆弾のプライマリとして開発されたスワンデバイスの実験            |
| ダコタ (Dakota)            | 1956年6月25日18:06 | ビキニ環礁       | 1.1メガトン  |                                                                     |
| モホーク (Mohawk)          | 1956年7月2日18:06  | エニウェトク環礁 | 360キロトン  | インカ実験で用いられたスワンデバイスを搭載した熱核爆弾の検証実験    |
| アパッチ (Apache)          | 1956年7月8日18:06  | ビキニ環礁       | 1.85メガトン |                                                                     |
| ナバホ (Navajo)            | 1956年7月10日17:56 | ビキニ環礁       | 4.5メガトン  | 95%が核融合による反応。米国が行った核実験で最もクリーンな爆発       |
| テワ (Tewa)                | 1956年7月20日17:46 | ビキニ環礁       | 5メガトン    | 87%が核分裂による反応。米国が行った核実験で最もダーティな爆発       |
| ヒューロン (Huron)         | 1956年7月21日18:12 | エニウェトク環礁 | 250キロトン  |                                                                     |

全ての実験名は、実在したネイティブ・アメリカンの族名から取られている。